# Ove Jensen (Radsportler)
Ove Jensen (* 3. September 1947 in Nørre-Snede Kommune) ist ein ehemaliger dänischer Radrennfahrer und nationaler Meister im Radsport.

## Sportliche Laufbahn
Jensen war Teilnehmer der Olympischen Sommerspiele 1972 in München. Im olympischen Straßenrennen wurde er beim Sieg von Hennie Kuiper 28. des Rennens.
1973 wurde er nationaler Meister im Mannschaftszeitfahren gemeinsam mit Reno Olsen, Junker Jørgensen und Niels Raklev Pedersen. 1978 gewann er diesen Titel erneut. 1970 wurde er Dritter der Meisterschaft in der Einerverfolgung. 1973 siegte er gemeinsam mit Verner Blaudzun, Jørn Lund und Reno Olsen im Internationalen Olympia-Preis der DDR.